# Joe Dante
Joseph James «Joe» Dante Jr. (Morristown, Nueva Jersey, 28 de noviembre de 1946) es un director y productor estadounidense de películas con contenido humorístico y de ciencia ficción. Entre sus películas destacan Piraña (1978) y  The Howling (1981), ambas escritas por John Sayles; Gremlins (1984), su primer gran éxito, y la secuela Gremlins 2: la nueva generación (1990); Innerspace (1987); Amazon Women on the Moon (1987); y Looney Tunes: De nuevo en acción (2003).

## Biografía
Dante nació en la ciudad de Morristown, Nueva Jersey, y creció en Livingston. Su padre era un jugador profesional de golf. Joe Dante estuvo interesado desde una corta edad en convertirse en un caricaturista, inspirado por el trabajo de Chuck Jones, Frank Tashlin y Tex Avery. Sin embargo, esta idea cambió cuando entró a la escuela de arte, donde optó por seguir el camino del cine.
Sus primeros trabajos cinematográficos vinieron de la mano de Roger Corman, quien también ayudó a directores como Francis Ford Coppola y James Cameron. Participó como editor de la película Grand Theft Auto (1977) de Ron Howard, después de codirigir Hollywood Boulevard (1976) junto a Allan Arkush. Su primer largometraje en solitario, Piraña (1978), fue escrito por John Sayles e inspirado en la cinta Tiburón (1975) de Steven Spielberg. Dante volvió a trabajar junto a Sayles en su próxima película, The Howling (1981), una historia sobre licantropía basada libremente en la novela homónima de Gary Brandner. 
Tras el estreno de la película, Steven Spielberg lo invitó a dirigir un segmento de la cinta Twilight Zone: The Movie (1983). Su primer gran éxito, Gremlins, que fue producido por Steven Spielberg, fue estrenado en 1984. Dante trabajaría con Spielberg nuevamente en Innerspace (Innerspace, 1987) y Gremlins 2: The New Batch (1990). Sus películas son conocidas por sus bromas internas, con la aparición de actores fetiche para Dante, como Dick Miller o Kevin McCarthy, y por sus efectos especiales.
En el año 2005 dirigió un capítulo de Masters of Horror llamado "Homecoming", que consiguió la mención especial del jurado del Festival de Cine de Sitges en el 2006, así como el premio al mejor guion.
En 2009 estrenó una nueva película titulada The Hole, la cual tiene en su reparto a los actores Chris Massoglia, Haley Bennett y Nathan Gamble.

## Filmografía

### Cine y televisión
- Burying the Ex (2014)
- Hawaii Five-0 (2011) (TV)
- The Hole 3D (2010)
- CSI: NY (2007) (TV)
- The Greatest Show Ever (2007) (TV)
- Masters of Horror (2005–2006)
- Trapped Ashes (2004)
- Looney Tunes: Back in Action (2003)
- Haunted Lighthouse (2003)
- Night Visions (2001) (TV)
- Small Soldiers (1998)
- The Warlord: Battle for the Galaxy (1998) (TV)
- The Second Civil War (1997) (TV)
- Picture Windows (1994) (TV)
- Sangre y muerte: El legado del terror de Hammer (1994) (TV)
- Rebel Highway: Runaway Daughters (1994) (TV)
- Matinee (1993)
- Eerie, Indiana (1991–1992) (TV)
- Gremlins 2: The New Batch (1990)
- The 'Burbs (1989)
- Amazon Women on the Moon (con John Landis, Carl Gottlieb, Peter Horton y Robert K. Weiss) (1987)
- Innerspace (1987)
- Amazing Stories (1986) (TV)
- The Twilight Zone (1985) (TV)
- Explorers (1985)
- Gremlins (1984)
- Twilight Zone: The Movie (con Steven Spielberg, George Miller y John Landis) (1983)
- Police Squad! (1982) (TV)
- The Howling (1981)
- Piraña (1978)
- Hollywood Boulevard (con Allan Arkush) (1976)
- The Movie Orgy (1968)